# Aileen Quinn
Aileen Quinn, född 28 juni 1971 i Yardley, Pennsylvania, är en amerikansk skådespelare.
Quinn är kanske mest känd för sin huvudroll i filmen Annie från 1982, byggd på musikalen Annie från 1977. Hon har även varit med i musikalerna Peter Pan, Saturday Night Fever och Fiddler on the Roof på Broadway.

## Filmografi (i urval)
- 1982 – Annie
- 1986 – The Frog Prince